# 3179 Beruti
3179 Beruti (1962 FA) là một tiểu hành tinh vành đai chính được phát hiện ngày 31 tháng 3 năm 1962 bởi ở La Plata.